# 사스타말라

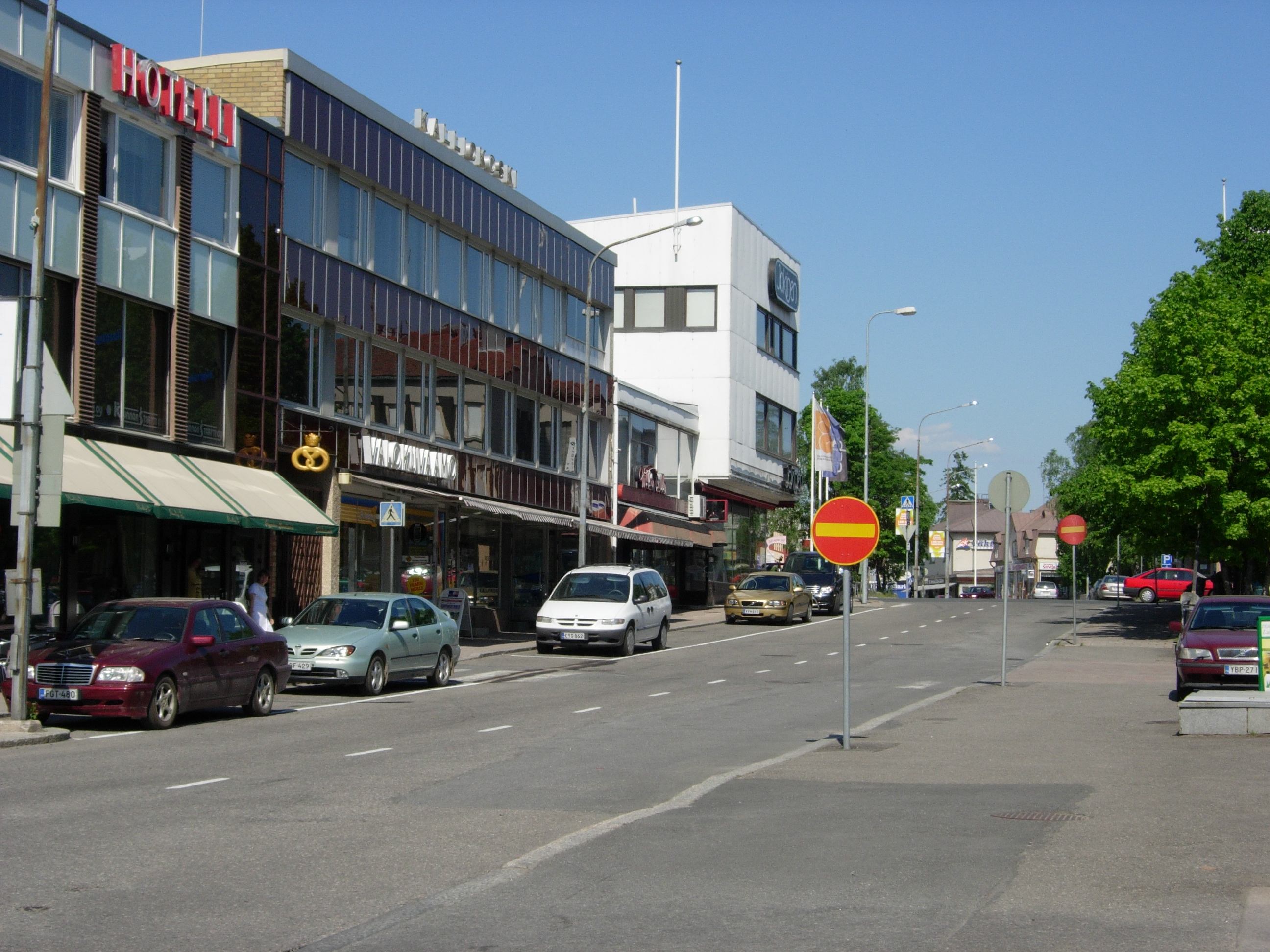
사스타말라 시가지

사스타말라의 위치

사스타말라(핀란드어: Sastamala)는 핀란드 피르칸마 지역에 위치한 도시로 면적은 1,428.82km2, 인구는 25,151명(2016년 3월 31일 기준), 인구 밀도는 19.48명/km2이다.
2009년 1월 1일을 기해 밤말라(Vammala), 모우히얘르비(Mouhijärvi), 애에채(Äetsä) 3개 지방 자치체가 하나로 통합되면서 신설되었다.

시 문장